# 六郷村 (茨城県)
六郷村（ろくごうむら）は、茨城県北相馬郡にかつて存在した村である。現在の取手市中部に位置している。

## 沿革
- 1889年（明治22年）4月1日 - 町村制施行に伴い、毛有村・酒詰村・小泉村・百井戸村・渋沼村・中谷原村の6箇村が合併し北相馬郡六郷村が発足。
- 1955年（昭和30年）2月21日 - 相馬町、高須村の大部分、山王村、筑波郡久賀村の一部と合併し、藤代町となる。同日六郷村廃止。

## 災害
利根川と小貝川に挟まれた地域であるため、近隣町村とともに水害に直面した歴史がある。
- 1950年（昭和25年）8月2日 - 高須村神浦地先で堤防が決壊。近隣の町村とともに村内が水没した。死傷者は出なかったものの、地域一帯で被災者25000人を出した[1]。